# 佐賀玉屋

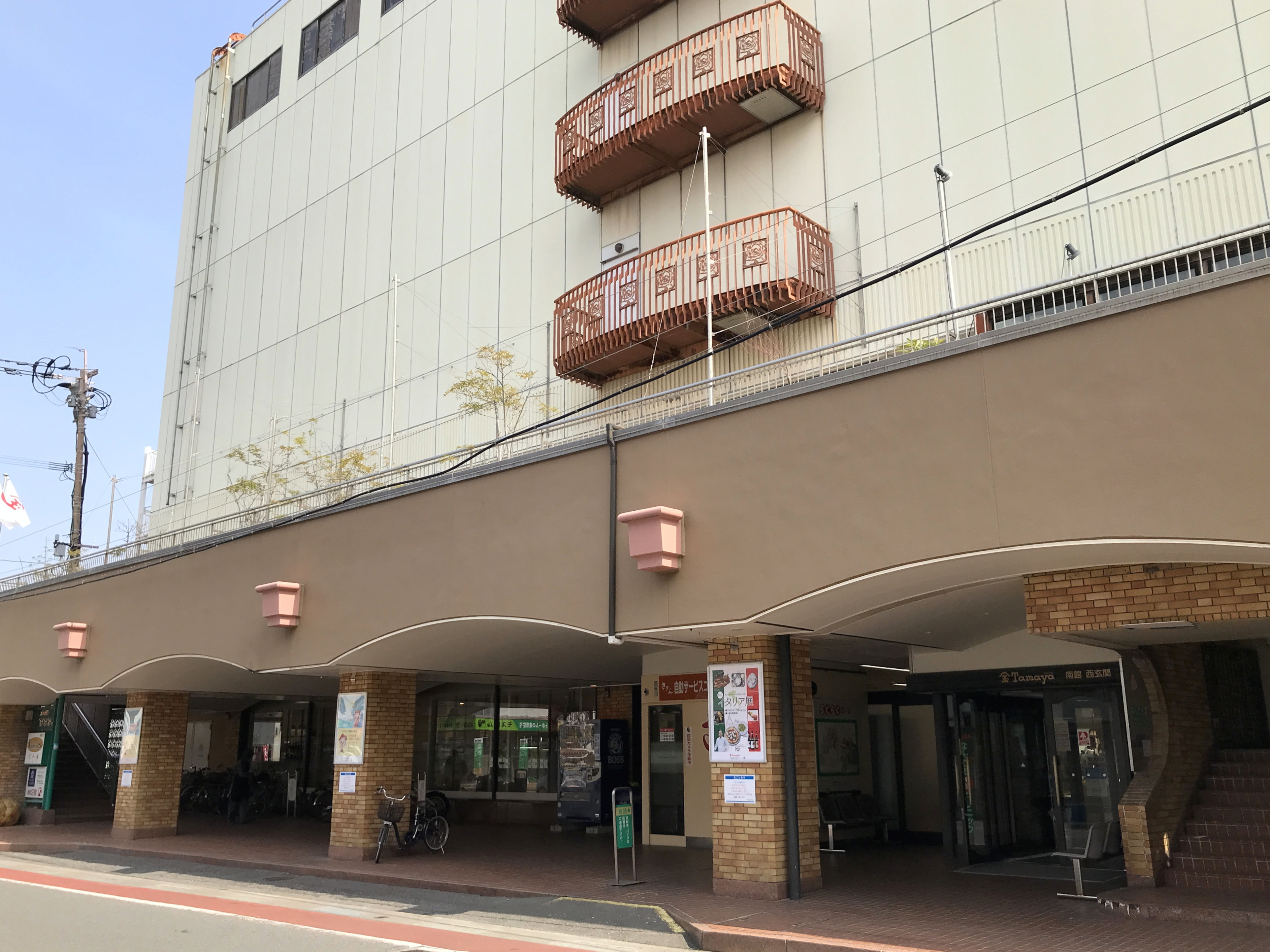
佐賀玉屋南館

株式会社佐賀玉屋（さがたまや、英: Saga Tamaya Co., Ltd.）は、佐賀県佐賀市に本社・店舗を置く、同県内唯一の百貨店である。日本百貨店協会加盟店。

## 概要
玉屋グループは佐賀県が創業地でもあり、佐賀玉屋はその流れをくむ。
県内にある他の百貨店は、兄弟会社の伊万里玉屋であったが、2016年（平成28年）1月31日をもって閉店し、佐賀県唯一の百貨店となった。
佐賀市が福岡都市圏と近接しており、福岡市の百貨店との競合を強いられている。
佐賀玉屋が店舗を構えていた頃の呉服町（現呉服元町）や移転後の中央大通り沿いは佐賀市街の商業中心地だったが、大型商業施設の進出をはじめとする郊外化の影響で変化を受けていて、活性化の施策が執られている地域でもある。
1996年度（平成8年度）には165億円を売り上げたが、2000年代以降は上記のように郊外型商業施設が増え、ドラッグストアやディスカウント店の出店も加速し、2015年2月期の売上高は81億円と最盛期から半減した。ピーク時に6店あった佐賀玉屋の店外ショップも現在は吉野ヶ里ショップ1店舗のみ。2020年（令和2年）度からは県のDX推進事業に採択され、業務改革を進めたが、新型コロナ禍で業績は悪化し、2021年2月期からは売上高が50億円を下回っており、2023年2月期の売上高は約46億円まで落ち込んでいる。2017年（平成29年）には、本館が県と市の大規模建築物の耐震診断結果で、震度6強以上の大規模地震で倒壊または崩壊する危険性が高いと判断され、耐震化工事も大きな負担となり、地方の百貨店としての転換期を迎えていた。
このため百貨店として営業を続けながら建て替えを進める支援企業を探し、京都市の不動産会社「さくら」をスポンサーとする再生計画が決まった。同社は不動産売買のほか、ホテルや飲食事業も手がけている。佐賀玉屋については老朽化した本館を取り壊し後、新たにビルを建設する。新本館ビルは10階建てを予定し、1階 - 4階は百貨店、誘致したテナント、イベント開催スペースとして、5階 - 10階はシティーホテルとして150室 - 180室を予定している。2024年（令和6年）7月以降、本館機能を南館に移転し、2026年（令和8年）中の開業を予定している。新本館ビルの開業後に南館の建て替えに着手する予定。新しいビルは百貨店の売り場だけでなく、オフィスビルやホテルなど複合的な形態が検討されているという。
2023年（令和5年）12月に臨時株主総会を開き、正式に譲渡が決まった。佐賀大学で学んだ「さくら」統括本部長の山越悠登が社長に就任した。創業家出身の社長だった田中丸雅夫は退任するが、相談役として残る。2024年1月末を以て100％減資を実施し、さくらを引受先とする増資払込金の一部で金融機関からの借り入れを弁済し、約140人いる従業員の雇用は維持する。

## 沿革
- 1806年（文化3年）：田中丸善蔵が、肥前国小城郡牛津村（現在の佐賀県小城市牛津町牛津）西町に荒物店「田中丸商店」として創業[4][8][9]。
- 1870年（慶応6年）：呉服店へ転換し、百貨店の前身「田中丸呉服店」を立ち上げる[8]。
- 1918年（大正7年）10月30日：「株式会社田中丸呉服店」に改組[4][8]。創業母体の流れをくみ設立。創業地牛津を総本店とするとともに、佐世保支店が佐世保玉屋の開業計画を発表[8]。
- 1930年（昭和5年）12月3日：「株式会社佐賀玉屋」を設立[1][12]。
- 1933年（昭和8年）
  - 8月：佐賀市呉服町の佐賀県で最初の百貨店「丸木屋呉服店」ビルを買収[13]。
  - 12月1日：「株式会社佐賀玉屋」を開業し、5階建ての店舗を有し当時九州で5番目の百貨店となる「玉屋呉服店」として佐賀市呉服町に開店[8][9][14]。
- 1934年（昭和9年）：「株式会社玉屋百貨店」に改称[12]。
- 1941年（昭和16年）：現社名に改称[12]。
- 1945年（昭和20年）：建物供出のため、呉服町の深川製磁および丸白屋呉服店跡を借りて臨時営業。翌年、供出解除により通常営業に復帰[12]。
- 1965年（昭和40年）12月1日：中央大通りの開通に合わせ、現在地の中の小路に移転。地下1階、地上6階、総面積9,700 m2。屋上にはミニ遊園地も備え、売り場は従来の2.3倍になった[8][9][15]。
- 1976年（昭和51年）：増築を計画するが、商店街の反対を受けて撤回。翌年には商店街やスーパーマーケットと合同で催事を行う融和策もとった[12][16]。
- 1980年（昭和55年）：新館（現・南館）開業[1][8]。
- 1992年（平成4年）：本館を北隣のビルの一部に拡張[8]。
- 2000年（平成12年）2月：株式会社西日本興産を合併[1]。
- 2018年（平成30年）9月：本館7階を閉鎖。
- 2022年（令和4年）8月：鹿島ショップを閉店。
- 2023年（令和5年）
  - 8月27日：南館7階のレストラン街が営業終了[8][17]。
  - 12月11日：経営不振により、京都市の総合不動産会社「さくら」に全事業を譲渡し、百貨店は継続することを発表[8][9]。
  - 12月25日：臨時株主総会で全株式の消却と「さくら」への第三者株式割当を決議[18]。
- 2024年（令和6年）
  - 2月1日：佐賀大学の卒業生である「さくら」の山越悠登統括本部長が新社長に就任[10][18][19]。
  - 2月15日：本館と南館のリニューアルを発表[10]。
  - 7月：本館機能を南館に移転[10]。
- 2025年（令和7年）6月に新本館着工、2026年（令和8年）11月新本館ビル開業予定[10]　[20]。

## 店舗
すべて佐賀県に所在。
| 店舗名           | 所在地                     | 店舗面積  | 備考 |
| ---------------- | -------------------------- | --------- | ---- |
| 佐賀玉屋         | 佐賀市中の小路2-5          | 15.832 m2 |      |
| 吉野ヶ里ショップ | 神埼郡吉野ヶ里町田手1669-1 |           |      |

かつては多久市や武雄市、鹿島市などにショップ、佐賀空港には売店を出店していた。

## 過去の関連会社
株式会社タマヤサンローズ
福岡県北九州市小倉北区浅野二丁目14番2号 リーガロイヤルホテル小倉1階   
旧小倉玉屋従業員が中心となり2003年（平成15年）に「有限会社サンローズ」として設立、佐賀玉屋北九州地区販売代行などを行っていた。“再興”10周年を機に商法上の問題もあり株式会社化、併せて社名に「タマヤ」を“復活”させた。しかし、2021年（令和3年）7月に破産し、閉店した。